# Katholikon del monasterio de Antoniev
 La Catedral de la Natividad de Theotokos es un katholikon completado en 1122 en el Monasterio de San Antonio, Veliky Novgorod.  Es uno de los pocos edificios que sobreviven en Rusia desde principios del siglo XII. 

## Historia

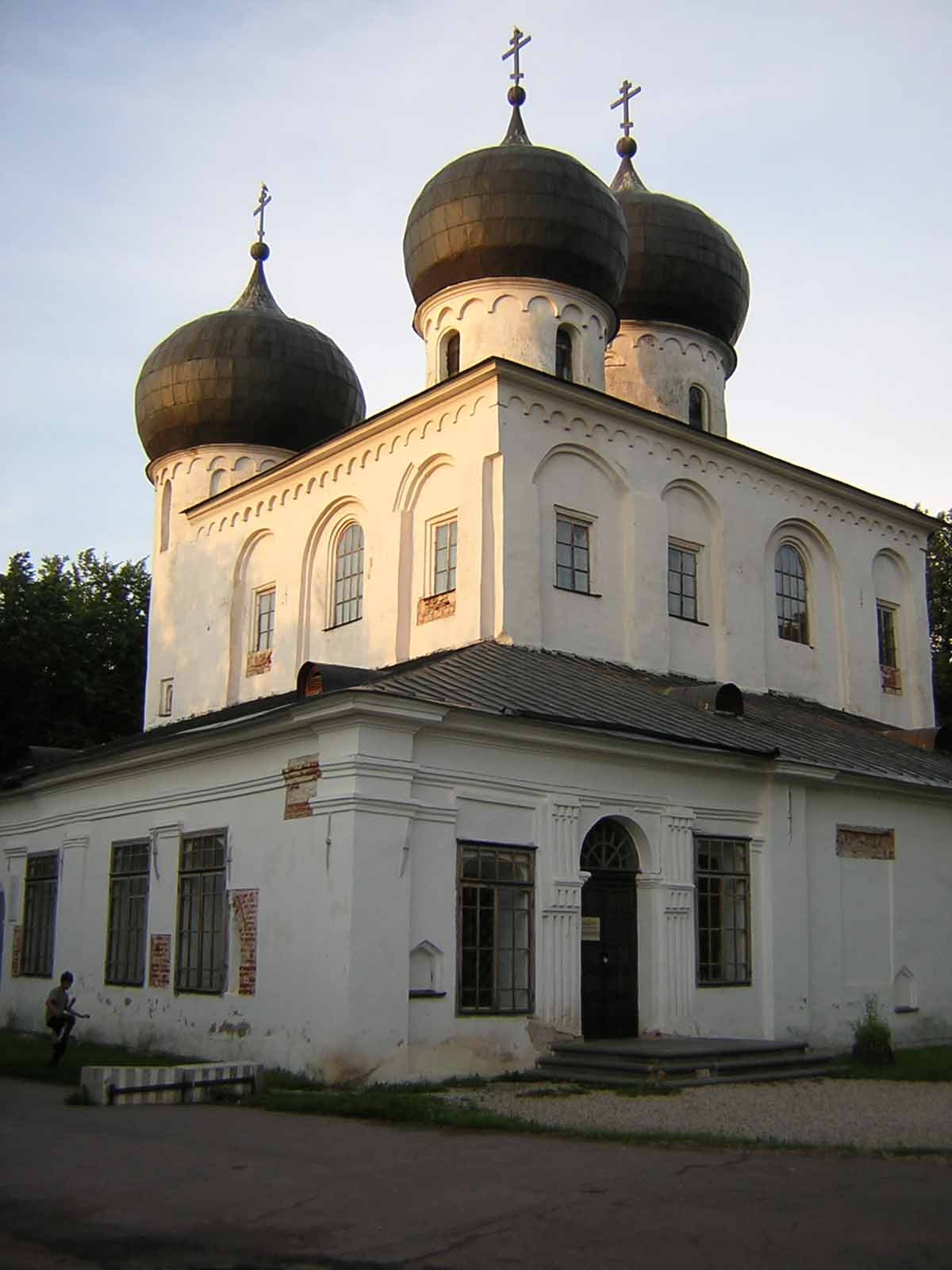
La fachada sur de la Iglesia de la Natividad

La Catedral de la Natividad de Nuestra Señora fue la iglesia principal en el Monasterio de San Antonio.  Es el edificio más antiguo del complejo monástico. La construcción comenzó en 1117, poco después de que se estableciera el monasterio en 1106.
La iglesia es bastante diferente de las iglesias típicas de Novgorod de la época. Originalmente estaba hecha de ladrillo, que contrasta con otras iglesias novgorodianas del siglo XII, que inicialmente se construyeron con madera y luego se reconstruyeron en ladrillo. Tiene tres cúpulas, que es la característica definitoria de una iglesia principesca.  Pero la construcción fue financiada por un individuo privado sin relación con la dinastía real. Esto la hace excepcional en comparación con catedrales similares de esa época. 
La construcción se ejecutó en dos etapas. En 1117-1119 se construyeron la nave de forma cuadrada con tres ábsides y la cúpula principal.  El interior original estaba bien iluminado gracias a la gran cantidad de ventanas.  Este modesto tamaño se percibió como sorprendentemente holístico: las naves laterales se fusionaron con el espacio de debajo de la cúpula por medio de las columnas que estaban cerca de las paredes.  La pareja occidental de las columnas tenía forma de octaedro para contrastar con la pareja oriental que tenía forma cuadrada.
Inmediatamente después de la finalización se dispuso la construcción del nártex con los coros del lado oeste en 1119-1122.  La razón por la que se cambió el plano original no está clara.  Durante la segunda etapa, el antiguo muro occidental fue totalmente desmontado, y sus esquinas se convirtieron en un nuevo par de columnas; esto aisló los lados laterales del matroneo de la nave por las paredes con las ventanas conservadas del diseño anterior.  El nártex se agregó con la torre de la escalera de forma redonda desde la esquina noroeste: proporciona acceso al coro en el segundo piso. La torre está coronada por la cúpula. En la antigüedad, el nártex en honor de Onofre y San Pedro de Athos estaba dispuesto debajo de la cúpula. Para equilibrar el diseño, el edificio se complementa con la tercera cúpula en la parte sureste; también sirve para proporcionar luz extra.  La dependencia hace que el diseño esté cerca de otras iglesias novgorodianas de la época; el análogo más cercano es la Catedral de San Jorge en el monasterio de San Jorge, ya que tiene una torre de escaleras (pero esa tiene forma cuadrada) y también tiene tres cúpulas. 
Con los años, la iglesia ha sido abarcada por otras dependencias. En el siglo XVI por un pequeño porche del lado oeste.  En 1671 se construyó el nártex en honor a San Antonio, fundador del monasterio; fue decorado en el mismo año. El nártex en honor de Juan el Apóstol fue erigido en el lado norte en 1681. En 1699, se construyó un nuevo nártex de todo el muro. Todas las dependencias mencionadas fueron unidas con el interior por amplios arcos unidos a las paredes en el mismo período. La necesidad de fusionar el espacio principal con nuevas dependencias reveló un nuevo problema: el antiguo y pesado edificio se hundía en la tierra por su propio peso, el nivel de los pisos en el edificio antiguo y en las dependencias eran diferentes.  La solución fue radical: el nivel del piso del edificio antiguo se elevó en 1 metro. 
El exterior descrito se ha conservado hasta nuestros días. El aspecto original se distorsionó al hacer las ventanas más amplias, así como al convertir los aleros en otros de forma recta en lugar de la forma de arco original.

## Decoraciones
En 1125 la catedral fue decorada con frescos. En el siglo XVII los frescos fueron renovados por primera vez.  En 1837, la mayor parte de los frescos antiguos se retiró de las paredes debido a la decrepitud, un año después de que la iglesia se decorara con nuevos frescos. Las nuevas decoraciones se ejecutaron en un estilo típico de la cultura rusa del siglo XIX y difieren mucho de los cánones de la iconografía ortodoxa. 
En 1989 se revelaron por primera vez pequeños fragmentos de las pinturas originales en la parte del altar de 1125 .  El análisis sistemático se inició en 1919 y se continuó a lo largo de los años noventa. Ahora casi todos los fragmentos sobrevivientes de los frescos han sido limpiados y renovados. Esto permite sacar conclusiones sobre las características estilísticas, así como sobre la originalidad de los temas iconográficos elegidos. 
En adelante, se consideran las antiguas decoraciones. 
Se conservan fragmentos de las pinturas antiguas en todos los ábsides, así como franjas verticales estrechas de los fragmentos en las paredes laterales del altar. Los frescos de las columnas orientales están bien conservados porque estaban escondidos detrás del alto iconostasio. 

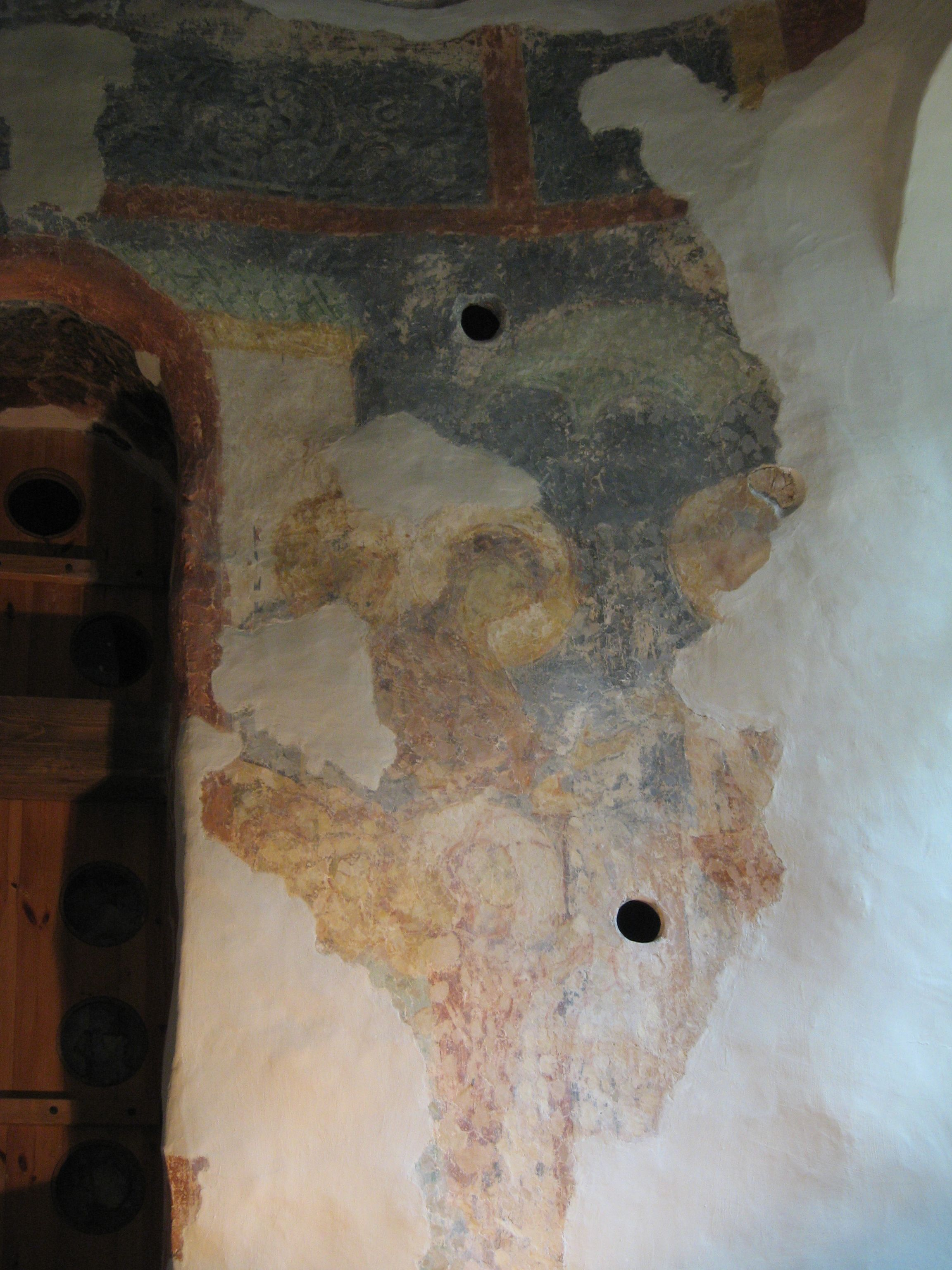
Los frescos del altar (1125).

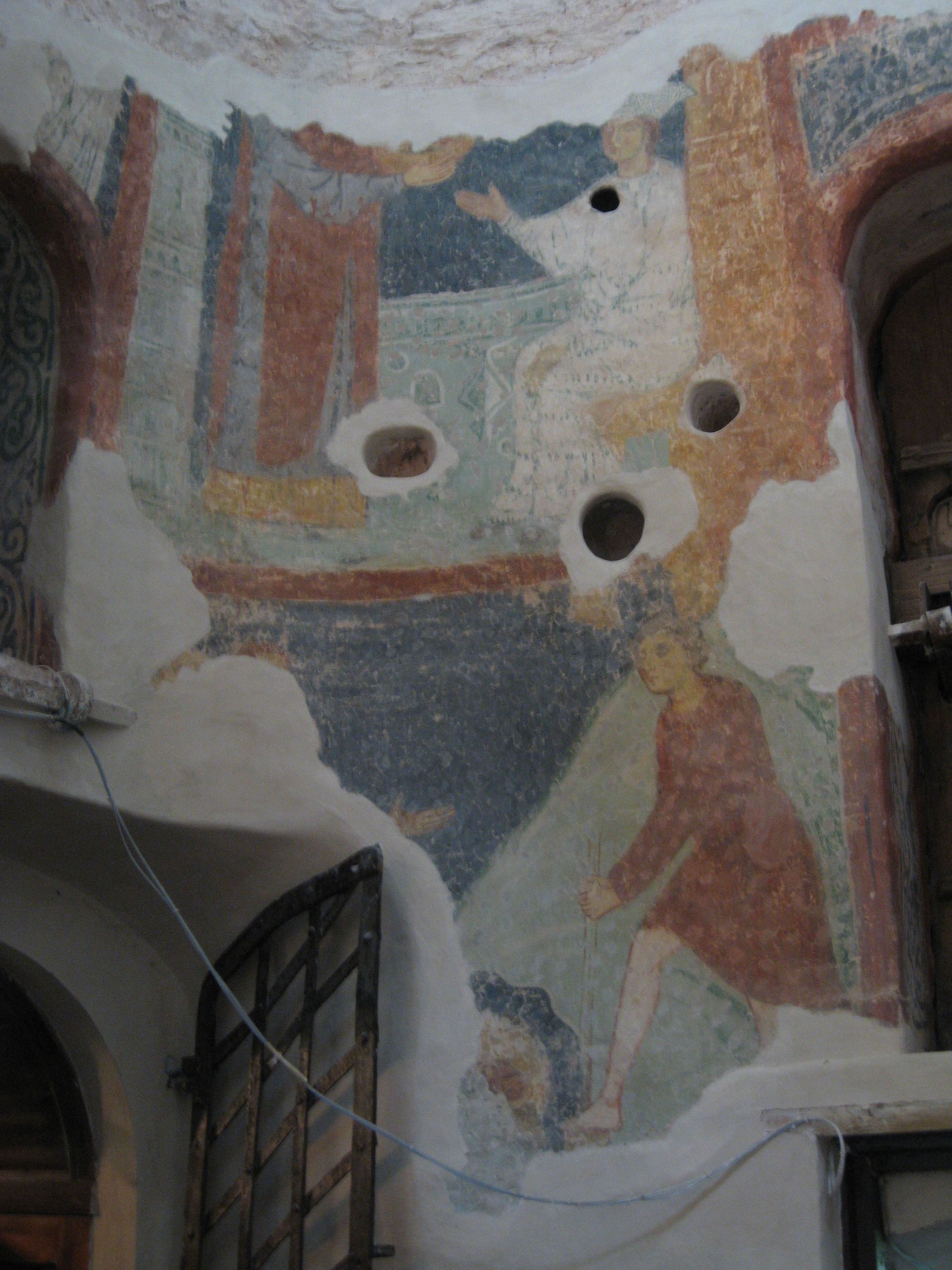
Los frescos de la sacristía (1125).

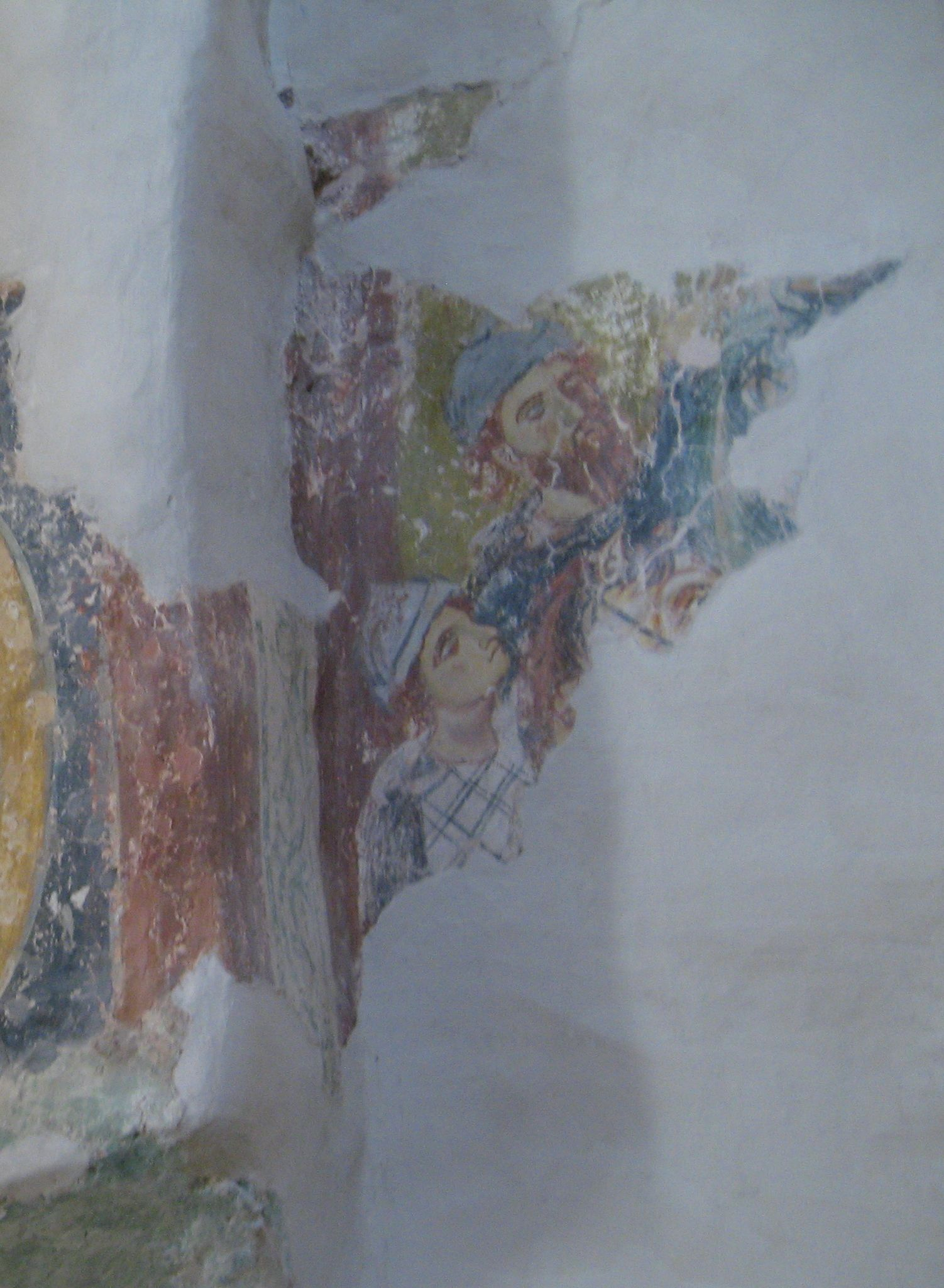
Reyes Magos (1125)

El esquema de la pintura sigue los patrones del arte bizantino, pero tiene algunas características originales al mismo tiempo. Sin duda, que los temas de la pintura fueron ofrecidos por el fundador del monasterio . 
Los numerosos santos están ilustrados en los dos niveles inferiores del ábside central: esta es la tradición de Novgorodian.  Entre los santos, en la parte inferior del arco central del altar, están representados Moisés y Aarón: se encuentra entre estas figuras la trayectoria de una persona que va al altar. Se cree que estas figuras participan en un servicio religioso a la par con los obispos. También enfatiza la idea de que el tabernáculo del Antiguo Testamento es un prototipo para la iglesia en el Nuevo Testamento.  Este patrón en la decoración era bastante raro en Bizancio, pero se difundió bastante ampliamente en la antigua Rusia. Una característica más son los numerosos reverendos pintados en toda su longitud en todos los lados de las columnas del altar: la cantidad de imágenes es sorprendente y están biem conservadas. También fue inusual el hecho de pintar a los monjes santos en la parte oriental de la iglesia (tradicionalmente, estas pinturas están más alejadas de la parte del altar). 
Los frescos en el ábside norte (un altar ) se dedicaron a la "semilla de la mujer", es decir, el relato sobre el nacimiento y la infancia de la Virgen.  La composición mejor conservada allí es la llamada "Presentación de la Virgen en el Templo" y la escena del baño de Nuestra Señora.  El último se elige para mostrarse por separado (es decir, para enfatizarlo).  Traer esta escena al medio del ábside tiene la intención de significar la preparación del Santo Sacramento para la liturgia. La propia Virgen es tratada aquí como el regalo al Padre por sus padres. 
En el ábside opuesto (una sacristía ), se muestra la línea de vida de Juan el Bautista. La historia termina con las escenas de su martirio. Se conserva parte de la escena que muestra el banquete de Herodes, y la figura de Herodías sentados presentando la cabeza cortada del Profeta. A continuación, se muestra uno de los tres hallazgos de la cabeza.  Los santos diáconos están pintados en el arco de entrada del ábside. 
Pequeños fragmentos en las paredes sur y norte permiten tener una idea de cómo se decoró el espacio principal. Es probable que las decoraciones continuaran con la tradición y mostraran temas del Evangelio. Enfatizar la escena navideña en el muro norte junto con la escena de la Dormición de la Madre de Dios en el muro norte es un enfoque tradicional de las antiguas iglesias rusas.  Así, el nacimiento y la crianza materiales aquí se oponen al nacimiento después de la muerte.  Incluso el pequeño fragmento mantenido implica que la Dormición estaba representada en una variante especial y extendida: muestra a los apóstoles que se están moviendo desde las nubes hacia el lecho de muerte de la Virgen. 
Las decoraciones en los lados occidentales de las columnas orientales (es decir, los frescos que se dirigieron a la congregación en el espacio principal) son las mejor conservadas de toda la iglesia. La Anunciación se muestra en la parte superior de las columnas. De acuerdo con la tradición, las figuras de Gabriel y Nuestra Señora están pintadas en columnas separadas: se supone que esto crea una impresión de la escena que tendrá lugar en el espacio de la iglesia. Las figuras de los Santos Misioneros ( Florus y Laurus, Cyrus y Juan ) se colocan debajo de la imagen de la Anunciación.  Mientras que una pareja de santos anárgiros sostiene en las manos vasos que parecen ciborios, otro tiene pergaminos en sus manos.  Esto es para establecer un paralelo entre la curación del cuerpo y la curación del alma de acuerdo con la doctrina cristiana. Además, las figuras están cerca del altar, lo que apunta a la congregación donde es probable que se encuentre esta curación. 

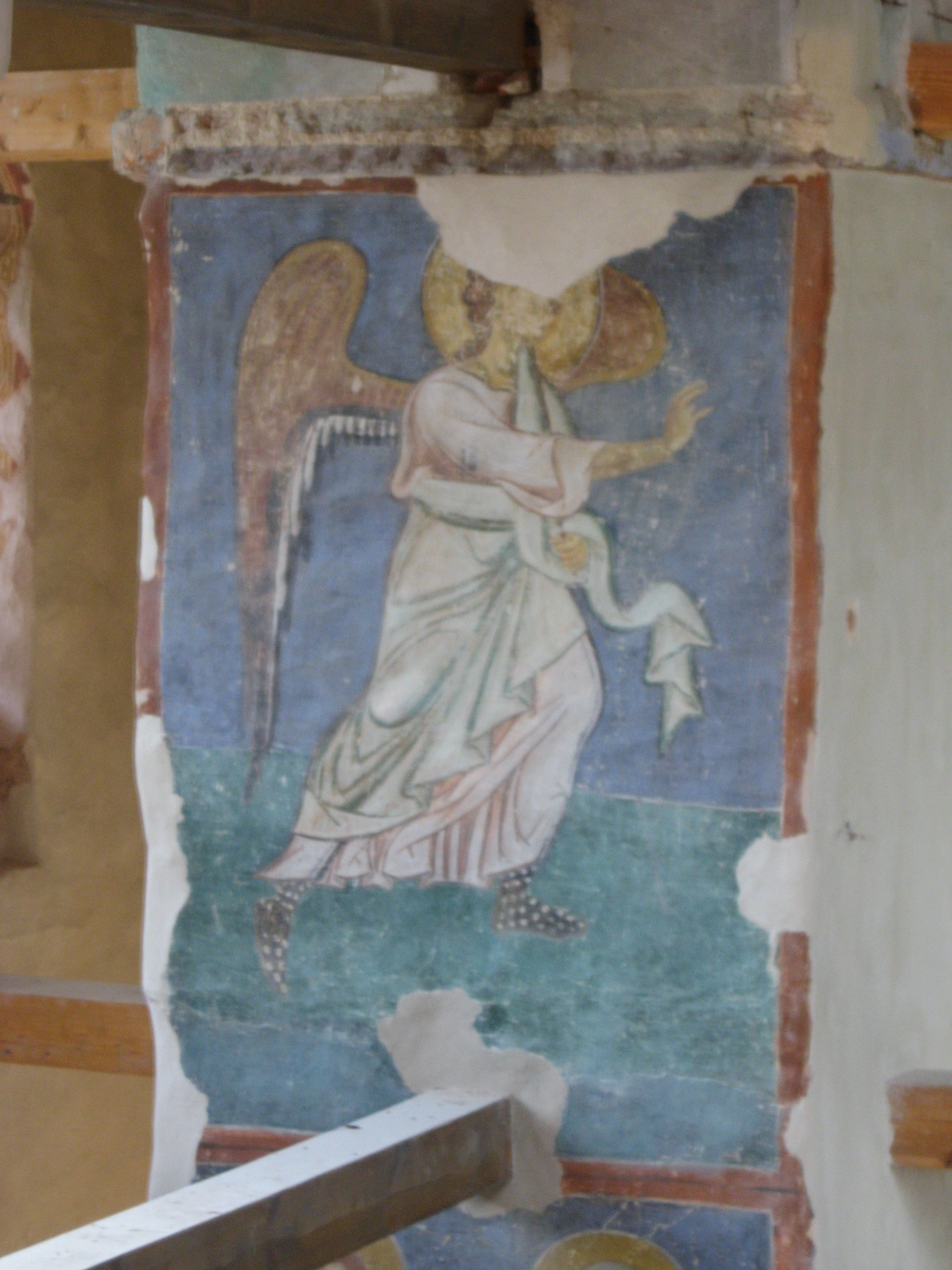
Gabriel (1125)

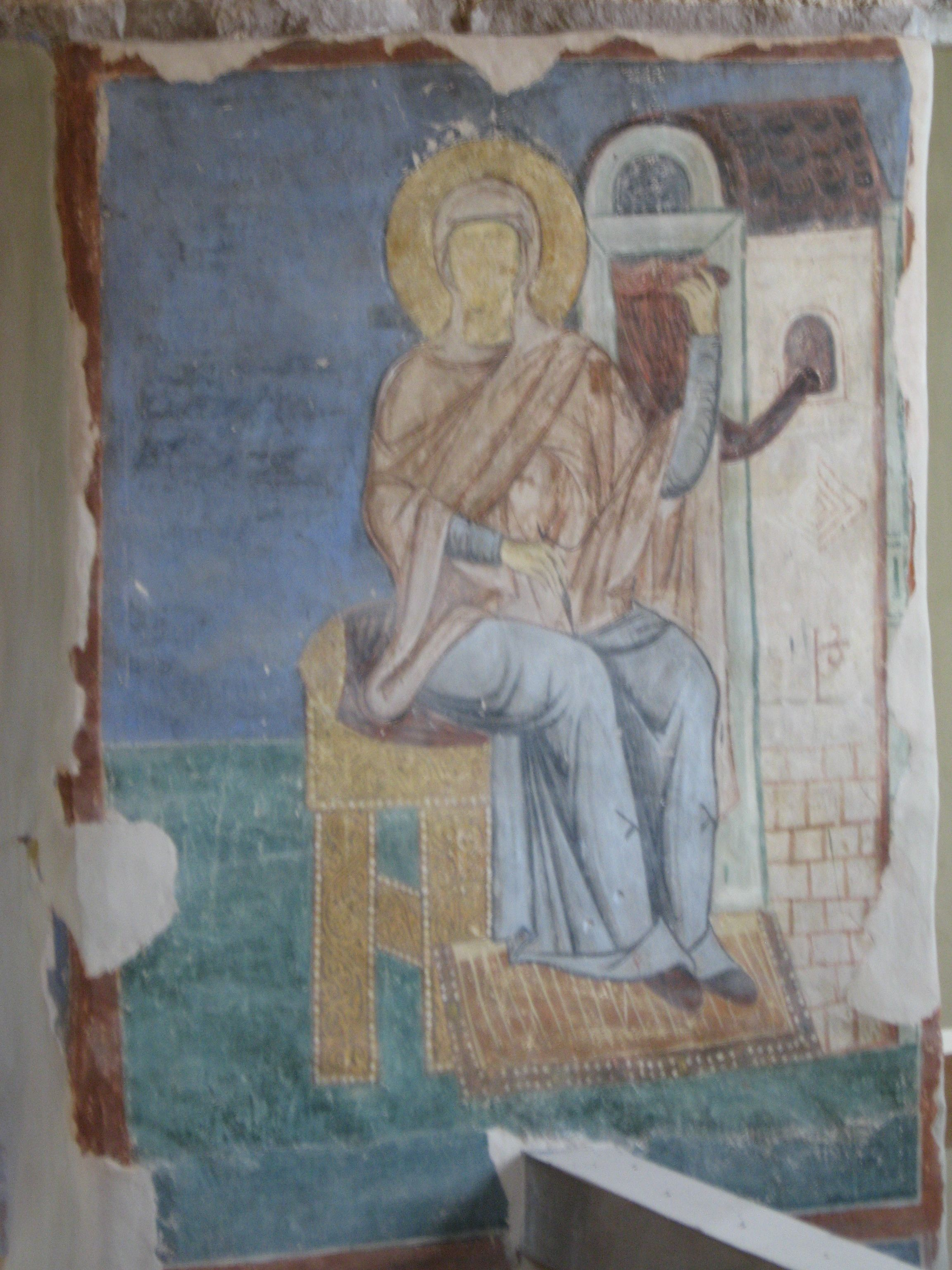
Anunciación (1125)

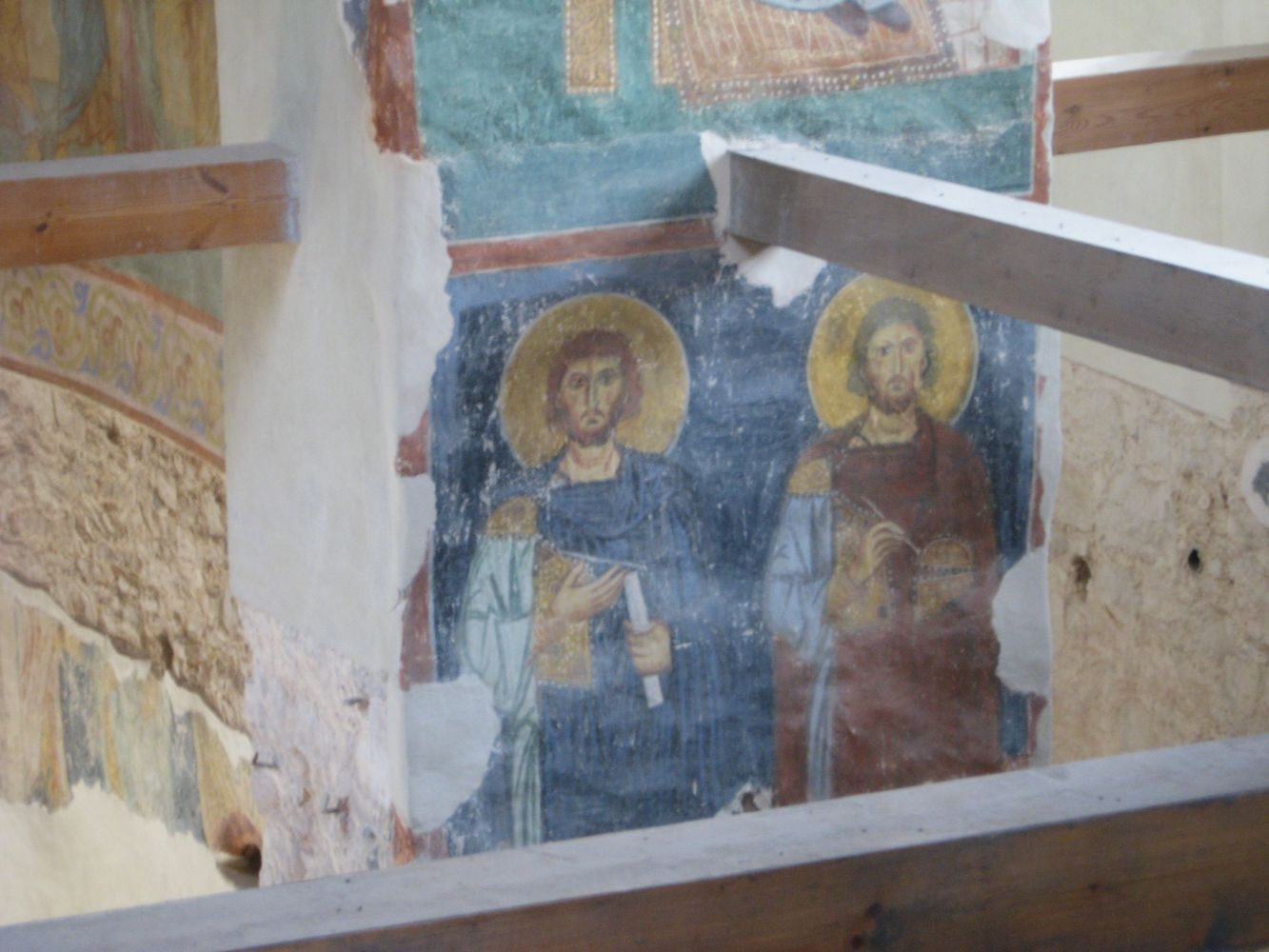
Florus y Laurus los santos anárgiros (1125)

El templón del altar se colocó debajo de estos frescos.  Es probable que el iconostasio incluyera originalmente solo dos iconos, que ilustraran al Salvador y a Nuestra Señora. El altar estaba escondido detrás de una cortina sujeta al templón: el pintor dejó una pista pintando los bordes de una cortina. 
Las características artísticas de los frescos no fueron interpretadas adecuadamente por los estudiosos durante mucho tiempo. La revelación incompleta de los frescos antiguos fue la barrera para que los académicos percibieran el estilo de manera adecuada. Le dio vida al punto de vista acerca de que las decoraciones se relacionan directamente con el arte románico.  Hoy en día,se ve que las decoraciones caen dentro del contexto de otros monumentos de Novgorod de la época, pero tienen algunas características.  Es probable que los pintores provengan de Kiev, no de Novgorod.  Los frescos reflejan muchos patrones de decoración de iglesias típicos de Novgorod de principios del siglo XII; hay muchas cosas comunes entre estos frescos y los frescos de la catedral de Santa Sofía y la catedral de San Nicolás. Las figuras son grandes y parecen pesadas; parecen estar estáticos. El patrón para modelar caras volumétricas, pero para pintar ropa que parece ser plana es común en los frescos de todas las iglesias mencionadas. Al mismo tiempo, los personajes de la Catedral de la Natividad parecen mucho más dinámicos y activos debido a sus caras detalladas e intensamente dibujadas. Las figuras dan la impresión de apertura emocional y algo de exaltación: estas son las nuevas tendencias en el arte bizantino de la época, que luego se implementarán bien en la cultura de Novgorod. Este contraste entre las figuras estáticas y el dinamismo interno de sus personajes también se indica en los colores: los fondos azul marino se combinan con halos de color amarillo brillante, y la ropa oscura de los monjes se complementa con los de color rosa, azul y lima

## Torre de la escalera
La torre de la escalera unida a la catedral era multifuncional en los tiempos antiguos.  Proporcionaba la subida al matroneo, pero además tuvo el nártex en honor de Onofre y San Pedro de Athos santificado en 1122.  En las paredes de la torre se conservan las diminutas celdas para orar. San Antonio pasó sus últimos años en la torre, comparándose así con los estilitas. La última renovación arquitectónica ha revelado que la torre tiene tres espacios para colocar campanas en ella. Las imágenes de las paredes interiores son mucho más interesantes ya que están hechas por los propios monjes y no forman una composición holística. Están formadas por líneas simples de ocre rojo, y no están bien conservadas. Su tema es típicamente simbólico, alegórico y didáctico. Por ejemplo, la imagen de un león con rostro humano triste y una cola atada en un nudo se refiere a las dos virtudes principales de un monje: el arrepentimiento y la humildad. 